# Wyżyna Stawropolska
Wyżyna Stawropolska (723; ros. Ставропольская возвышенность - Stawropolskaja wozwyszennost’) – wyżyna w środkowej części Kaukazu Północnego w południowej Rosji przeduralskiej. 
Wyżyna Stawropolska graniczy z Niziną Kubańską na zachodzie i z Niziną Terecko-Kumską na wschodzie. Przeciętna wysokość wynosi 350–600 m n.p.m., maksymalna - 831 m n.p.m. (szczyt Striżament na południe od Stawropola). Na zachodzie i w centrum regionu przeważa rzeźba gór niskich, na wschodzie Wyżyna stanowi płaskowyż pocięty dolinami. Wyżynę odwadniają rzeki Kubań (zlewisko Morza Azowskiego, Kuma (zlewisko Morza Kaspijskiego), Jegorłyk i Kałaus (bezodpływowe). Rzeki Wyżyny Stawropolskiej niosą mało wód i często wysychają. 
Klimat kontynentalny z umiarkowanymi zimami (-4 - -6 °C), ciepłym latem (22-25 °C), krótką wiosną i długą jesienią, opady od 600 mm rocznie na zachodzie do 200–300 mm rocznie na wschodzie, częste burze i wiatry typu fenu. 
Wyżynę Stawropolską pokrywają czarnoziemy i gleby kasztanowe. Pierwotną formacją roślinną był step, na południowym wschodzie regionu - suchy step, a na wyżej położonych obszarach - lasostep z udziałem drzew liściastych. Obecnie step jest niemal w całości zajęty pod intensywne uprawy rolne. 
Gęstość zaludnienia wynosi 20-30 osób/km². Największe miasta to Armawir, Stawropol, Niewinnomyssk, Piatigorsk, Georgijewsk, Mineralne Wody i Budionnowsk.